# 6 септември
6 септември е 249-ият ден в годината според григорианския календар (250-и през високосна година). Остават 116 дни до края на годината.

## Събития
- 394 – Състои се Битката при Фригид, в която християнският източноримски император Теодосий I побеждава и убива езичника узурпатор Флавий Евгений и неговия франкски magister militum Арбогаст.
- 1492 г. – Флотилията на мореплавателя Христофор Колумб напуска остров Ла Гомера (Канарски острови) и се отправя на запад; по-късно синът му Ернандо Колон приема, че това е началната дата на прехода през океана, довел до откриването на Америка.
- 1522 г. – Витория, един от оцелелите кораби от експедицията на Фернандо Магелан, се завръща в Санлукар де Барамеда (Испания) и става първият кораб, обиколил света.
- 1688 г. – Белград е превзет от Австрия, което води до избухването на Чипровското въстание.
- 1791 г. – В Прага на коронацията на Леополд II, крал на Бохемия, за император на Свещената Римска империя, е представена специално за целта последната опера и произведение на Моцарт – „Милосърдието на Тит“.
- 1883 г. – Княз Александър Батенберг възстановява Търновската конституция, отменена от него 2 години по-рано.
- 1885 г. – Съединението на България: през нощта срещу 6 септември военни части, командвани от Данаил Николаев, установяват контрол над Пловдив и отстраняват правителството и главния управител на Източна Румелия Гаврил Кръстевич (стар стил).
- 1901 г. – В Бъфало (Ню Йорк) е извършен атентат срещу президента на САЩ Уилям Маккинли, в резултат на което той умира 8 дни по-късно.
- 1915 г. – България в Първата световна война: Сключени са Военната конвенция между Германия, Австро-Унгария и България, Тайната българо-германска спогодба и Българо-турската конвенция.
- 1939 г. – Втората световна война: Южна Африка обявява война на Германия.
- 1940 г. – Румънският крал Карол II абдикира в полза на сина си Михай I.
- 1941 г. – Сталин издава заповед за разстрел на 170 политически затворници, сред които е и Кръстьо Раковски.
- 1941 г. – Прието е изменение на Закона за защита на държавата, в резултат на което се предвижда смъртно наказание за повече политически провинения.
- 1941 г. – Холокост: нацистките власти задължават всички евреи, живеещи в Германия, да носят отличителен знак – шестоъгълната звезда на Давид.
- 1944 г. – Лесковац е сринат до основи от англо-американската авиация в най-унищожителната бомбардировка в историята на Балканите, а от 28 000 негови жители 6000 губят живота си.
- 1948 г. – Юлиана става кралица на Нидерландия.
- 1948 г. – Екзарх Стефан I Български подава оставка под натиска на комунистическото правителство на Народна република България.
- 1959 г. – В Народна република България се провежда автомобилно рали за първи път.
- 1965 г. – индийски войски нахлуват в Западен Пакистан за предотвратяване на пакистанска офанзива в Кашмир.
- 1968 г. – Есватини получава национална независимост от Великобритания.
- 1970 г. – Два пътнически самолета от Европа за Ню Йорк, са едновременно отвлечени от палестински терористични членове на НФВП и откарани до „Доусънс Фийлд“ в Йордания.
- 1974 г. – Открита е новата Централна гара София.
- 1983 г. – СССР признава за свалянето на южнокорейския пътнически самолет (269 жертви) с обяснението, че военните пилоти не са  наясно с вида на самолета, когато той нарушава съветското въздушно пространство.
- 1985 г. – Самолетът при полет 105 на „Мидуест Експрес Еърлайнс“ катастрофира близо до международното летище „Генерал Мичъл“, Милуоки, Уисконсин и убива всички 31 души на борда.
- 1991 г. – На втория по големина град в Русия е върнато името Санкт Петербург, сменено през 1924 г. на Ленинград.
- 1997 г. – Екип от астрономи открива Калибан – естествен спътник на Уран.
- 1997 г. – Състои се погребението на трагично загиналата принцеса Даяна, по време на което повече от 1 милион души излизат по улиците, а други 2,5 милиона по света наблюдават по телевизията.
- 2000 г. – В централата на ООН в Ню Йорк с участието на 150 държавни глави и други високопоставени политици започва най-голямата световна среща на върха, наречена Среща на хилядолетието.
- 2005 г. – Калифорния става първият щат на САЩ, който легализира еднополовия брак.

## Родени
- 1666 г. – Иван V, руски цар († 1696 г.)
- 1757 г. – Маркиз дьо Лафайет, френски военен и политически деец, пряк участник в 3 революции († 1834 г.)
- 1766 г. – Джон Далтон, английски физик и химик († 1844 г.)
- 1781 г. – Антон Диабели, австрийски композитор и музикален издател († 1858 г.)
- 1808 г. – Абд ал-Кадир, алжирски емир, национален герой († 1883 г.)
- 1809 г. – Бруно Бауер, немски философ († 1882 г.)
- 1817 г. – Михаил Когълничану, румънски държавник († 1891 г.)
- 1860 г. – Джейн Адамс, американска общественичка, Нобелова лауреатка през 1931 г. († 1935 г.)
- 1860 г. – Лорентзос Мавилис, гръцки поет († 1912 г.)
- 1864 г. – Никола Габровски, български публицист и политик († 1925 г.)
- 1876 г. – Джон Маклауд, британски физиолог, лауреат на Нобелова награда за физиология и медицина през 1923 г. († 1935 г.)
- 1879 г. – Адолф Щраус, германски офицер († 1973 г.)
- 1879 г. – Атанас Христов, български офицер († ?)
- 1879 г. – Йозеф Вирт, германски политик († 1956 г.)
- 1882 г. – Иван Красновски, български юрист и политик († 1941 г.)
- 1885 г. – Франц Теодор Чокор, австрийски писател († 1969 г.)
- 1889 г. – Фриц Кюнкел, германски психолог († 1956 г.)
- 1892 г. – Едуард Виктор Епълтън, британски физик, лауреат на Нобелова награда за физика през 1947 г. († 1965 г.)
- 1893 г. – Димитър Айранов, командващ Въздушните войски († 1950 г.)
- 1896 г. – Станимир Лилянов, български писател († 1973 г.)
- 1898 г. – Асен Жабленски, български хоров диригент († 1972 г.)
- 1898 г. – Ксенофонт Иванов, български учен († 1967 г.)
- 1900 г. – Вълко Червенков, български политик и държавник († 1980 г.)
- 1903 г. – Георгиос Вафопулос, гръцки поет († 1996 г.)
- 1904 г. – Любомир Пипков, български композитор († 1974 г.)
- 1913 г. – Леонидас да Силва, бразилски футболист († 2004 г.)
- 1915 г. – Франц Йозеф Щраус, германски политик († 1988 г.)
- 1921 г. – Михаил Михайлов, български актьор († 1996 г.)
- 1923 г. – Петър II, крал на Югославия († 1970 г.)
- 1924 г. – Вълко Цвятков Вълков, български партизанин († 1944 г.)
- 1925 г. – Андреа Камилери, италиански писател († 2019 г.)
- 1926 г. – Клаус фон Амсберг, принц-консорт на Нидерландия († 2002 г.)
- 1926 г. – Шиничи Хоши, японски писател († 1997 г.)
- 1926 г. – Юрий Вичев, български диригент († 2012 г.)
- 1928 г. – Евгений Светланов, руски композитор, диригент и пианист († 2002 г.)
- 1928 г. – Робърт М. Пърсиг, американски писател († 2017 г.)
- 1929 г. – Димитър Аврамов, български изкуствовед († 2008 г.)
- 1929 г. – Мортимър Плано, кубински барабанист († 2006 г.)
- 1934 г. – Олег Калугин, руски разузнавач (КГБ)
- 1937 г. – Ирина Соловьова, руска космонавтка
- 1939 г. – Сусуму Тонегава, японски молекулярен биолог, лауреат на Нобелова награда за физиология и медицина през 1987 г.
- 1943 г. – Ричард Робъртс, британски биохимик, лауреат на Нобелова награда за физиология и медицина през 1993 г.
- 1943 г. – Роджър Уотърс, британски музикант
- 1946 г. – Хана Загорова, чешка певица († 2022 г.)
- 1947 г. – Брус Риъх, шотландски футболист и треньор
- 1947 г. – Силвестър, британски музикант († 1988 г.)
- 1951 г. – Александър Карапанчев, български писател († 2021 г.)
- 1951 г. – Золтан Рибли, унгарски шахматист
- 1951 г. – Шабан Шаулич, сръбски певец († 2019 г.)
- 1952 г. – Светолик Милчич, български писател
- 1954 г. – Александър Тарханов, руски футболен треньор
- 1957 г. – Живко Господинов, български футболист († 2015 г.)
- 1971 г. – Долорес О’Риърдън, ирландска музикантка († 2018 г.)
- 1972 г. – Дилан Бруно, американски актьор
- 1973 г. – Грег Руседски, британски тенисист
- 1974 г. – Нина Першон, шведска певица
- 1974 г. – Тим Хенман, английски тенисист
- 1976 г. – Джина Стоева, българска попфолк певица
- 1978 г. – Крум Дончев, български автомобилен състезател
- 1978 г. – Тодор Кючуков, български футболист
- 1980 г. – Джоузеф Йобо, нигерийски футболист
- 1982 г. – Мартин Амедик, германски футболист
- 1983 г. – Радослав Великов, български борец
- 1985 г. – Стефан Мирев, български политик и юрист
- 1986 г. – Рейвън Райли, американска порно актриса
- 1988 г. – Валентин Йотов, български шахматист
- 1988 г. – Макс Георги, британска певица (Avenue и The Wanted)

## Починали
- 957 г. – Лиудолф, херцог на Швабия (* ок. 930)
- 972 г. – Йоан XIII, римски папа (* ?)
- 1092 г. – Конрад I, херцог на Бохемия (* 1035)
- 1511 г. – Ашикага Йошизуми, японски шогун (* 1481 г.)
- 1635 г. – Метиус, холандски математик и астроном, (* 1571 г.)
- 1683 г. – Жан-Батист Колбер, френски политик и финансист (* 1619 г.)
- 1863 г. – Фьодор Гагарин, руски офицер (* 1788 г.)
- 1885 г. – Райчо Николов, български капитан (* 1840 г.)
- 1920 г. – Мария Павловна Мекленбургска, велика руска княгиня (* 1854 г.)
- 1922 г. – Алексей Жеребков, руски офицер (* 1837 г.)
- 1939 г. – Артър Ракъм, британски художник (* 1867 г.)
- 1943 г. – Реджиналд Маккена, британски политик (* 1863 г.)
- 1962 г. – Ханс Айслер, германски и австрийски композитор (* 1898 г.)
- 1966 г. – Хендрик Фервьорд, министър-председател на ЮАР (* 1901 г.)
- 1968 г. – Николай Павлович Акимов, руски режисьор (* 1901 г.)
- 1969 г. – Артур Фриденрайх, бразилски футболист (* 1892 г.)
- 1974 г. – Стефан Воронов, български актьор (* 1945 г.)
- 1977 г. – Джон Литълууд, британски математик, (* 1885 г.)
- 1978 г. – Адолф Даслер, германски предприемач (* 1900 г.)
- 1987 г. – Митко Григоров, български политик, дипломат (* 1920 г.)
- 1991 г. – Робърт Столър, американски психоаналитик (* 1925 г.)
- 1998 г. – Акира Куросава, японски режисьор (* 1910 г.)
- 2006 г. – Оле Бьорнмосе, датски футболист (* 1944 г.)
- 2007 г. – Лучано Павароти, оперен певец (* 1935 г.)
- 2021 г. – Жан Пол Белмондо, френски артист (* 1933 г.)

## Празници
- България
  - Ден на Съединението (1885 г. между Княжество България и Източна Румелия, официален празник)
  - Ден на Пловдив – с решение на Общинския съвет от януари 1993 г. празникът се чества на този ден
  - Празник на град Чирпан – обявен с решение на Общинския съвет от 1995 г. Отбелязва се в Деня на Съединението на Княжество България с Източна Румелия през 1885 г.
  - Празник на град Камено – отбелязва се в Деня на Съединението на Княжество България с Източна Румелия през 1885 г.
  - Празник на град Чипровци – отбелязва се в Деня на Съединението на Княжество България с Източна Румелия през 1885 г.
  - Празник на село Лозно, община Кюстендил (земляческа среща – събор)
- Пакистан – Ден на армията
- Есватини – Ден на независимостта (1968 г. (от Великобритания), национален празник)
- Чили – Ден на националното единство